# Garveia sagamiense
Garveia sagamiense är en nässeldjursart som beskrevs av Hirohito 1988. Garveia sagamiense ingår i släktet Garveia och familjen Bougainvilliidae. Inga underarter finns listade i Catalogue of Life.